# Васильев, Дмитрий Вадимович
Дмитрий Вадимович Васильев (род. 21 декабря 1999) — российский игрок в пляжный футбол, вратарь. Выступает за сборную России.

## Биография
Начал играть в пляжный футбол в 2014 году на юношеских соревнованиях в Санкт-Петербурге. В чемпионате России по пляжному футболу дебютировал в 2018 году в составе «Сити». Впоследствии играл за «Крылья Советов», «Дельта» и ЦСКА. С февраля 2023 года — игрок «Лекса».
За рубежом защищал цвета таких команд как «Креисс» (Латвия) и «Васко да Гама» (Бразилия).
Впервые в состав сборной России Васильев был вызван в 2023 году на товарищеские матчи с Парагваем. По состоянию на март 2024 года провёл за сборную 5 матчей, отметившись одним голом.

## Достижения
На клубном уровне
- Финалист чемпионата России: 2021 (Дельта)
- Финалист Кубка России: 2023 (Лекс)
- Бронзовый призёр Клубного Мундиалито: 2021 (Васко да Гама)
- Финалист Московского международного кубка: 2023 (ЦСКА)

Индивидуальные
- Лучший вратарь Кубка России: 2023